# Giấc mơ của Ếch Xanh
Giấc mơ của Ếch Xanh là một bộ phim hoạt hình dành cho thiếu nhi của đạo diễn Nguyễn Hà Bắc, thiết kế đồ họa 3D Nguyễn Anh Quảng ra mắt lần đầu năm 2005.

## Lịch sử
Được thực hiện bởi phần mềm Maya, "Giấc mơ của Ếch Xanh" là bộ phim hoạt hình 3D đầu tiên của Điện ảnh Việt Nam.

## Nội dung
Phỏng theo tích truyện ếch ngồi đáy giếng trong dân gian, chuyện phim kể về Ếch Bố là một người thủ cựu, suy nghĩ hạn hẹp, lo sợ về tai họa xung quanh nhưng lại luôn tự vỗ ngực cho mình là chúa tể muôn loài. Ếch Bố đã tìm cho Ếch Con giang sơn hoành tráng là một cái giếng. Từ đáy giếng nhìn lên trời chỉ to bằng cái vung. Ếch Bố cho rằng cuộc sống thế nào rồi cũng an cư lạc nghiệp, không phải lo tranh chấp với một thằng cua cáy nào cả.
Tất nhiên, Ếch Con từ bé chẳng đi đâu xa ngoài cái giang sơn bé mọn của mình. Bằng sự giáo dục của bố, chú cũng bắt đầu nhiễm thói thủ cựu, tự cao tự đại. Giấc mơ của Ếch Con trở nên bé nhỏ và thực dụng. Ếch Con nằm mơ từ đáy giếng của mình, với tay lên lấy mảnh trăng làm vương miện. Rồi chiếc vương miện lại biến thành những con cá để làm mồi cho chú.
Sự thủ cựu, thói kiêu căng sẽ làm hại Ếch Con nếu một ngày nọ bác Rùa không xuất hiện. Khi chú ta khoe khoang về cái giang sơn hoành tráng của mình thì bác đã khuyên bố con nhà Ếch nên ra biển. Bác Rùa kể cho họ nghe về những điều mắt thấy tai nghe. Đó là đại dương mênh mông sóng vỗ, cánh chim hải âu mặc sức bay, dưới mắt nước là muôn vàn sự sống khác... cùng vẻ đẹp muôn hình vạn trạng khi bình minh, lúc hoàng hôn.

## Ê-kíp
- Đạo diễn - biên kịch: Nguyễn Hà Bắc
- Đồ họa - tạo hình: Nguyễn Anh Quảng
- Âm nhạc: Như Thắng
- Lồng tiếng: Hà Đăng

## Chi tiết thú vị
Ca khúc chủ đề trong phim chỉ là một câu triết lý duy nhất "Đi thì biết đó biết đây, ở lì một chỗ biết ngày nào khôn" xuất hiện ở cuối phim. Điểm đặc biệt nữa là nhạc cụ để tạo ra âm thanh phụ họa là một chiếc kèn gồm nhiều ống thổi - sáng tạo ngộ nghĩnh và rất độc đáo của riêng ê-kíp phụ trách nhạc phim.

## Vinh danh
- Giải Bông sen Bạc phim xuất sắc nhất (không có Vàng) - Liên hoan phim Việt Nam XV (2006)